# Alfred von Reumont (Offizier)
Alfred Gustav Hubertus Maria von Reumont (* 22. Dezember 1898 in Erkelenz; † 1. November 1984 in Aachen) war ein deutscher Offizier der Wehrmacht und Sozialgerichtsrat.

## Leben
Der Sohn des Landrates Alfred von Reumont (1863–1942) und der Alexandra von Forckenbeck (1877–1953) trat nach dem Besuch des Gymnasiums während des Ersten Weltkriegs am 2. Juli 1916 als Freiwilliger in das Deutsche Heer ein. Er begann seine Laufbahn als Fahnenjunker im Westfälischen Ulanen-Regiment Nr. 5 und wurde am 28. April 1917 zum Leutnant befördert. Nach Kriegsende wurde Reumont in die Vorläufige Reichswehr übernommen und als Adjutant des Staatssekretärs für die Demobilisierung im preußischen Kriegsministerium eingesetzt.
Am 31. März 1921 trat er aus der Reichswehr aus und studierte Rechtswissenschaften und begann eine Laufbahn im Staatsdienst. Nach Tätigkeiten als Regierungsreferendar und -assessor sowie Ablegung seiner Promotion wurde Reumont von 1929 bis 1933 zum Bürgermeister der Stadt Honnef gewählt.
Am 15. Juli 1934 ließ sich Reumont im Range eines Hauptmanns reaktivieren und übernahm als Chef eine Kompanie im Schützenregiment 4. Nach vier Jahren in dieser Verwendung wurde er am 10. Januar 1938 zunächst in die Abteilung Heerwesen des Allgemeinen Heeresamtes im Oberkommando des Heeres (OKH) und am 1. Mai 1939 in die Allgemeine Abteilung der Amtsgruppe Allgemeines Wehrmachtamt des Oberkommandos der Wehrmacht (OKW) versetzt, wo er am 1. Februar 1940 zum Major befördert wurde. Am 8. November 1942 folgte seine Versetzung zur 9. Panzer-Division und am 26. November die Übertragung des Kommandos über das Panzergrenadierregiment 11. Im Verlauf eines Einsatzes dieser Einheit an der Ostfront im Rahmen des Unternehmens Zitadelle wurde Reumont verwundet und kam im Mai 1943 ins Lazarett. Am 1. Oktober 1943 wurde er dann als Chef des Kriegsgefangenenwesens ins OKW zurückbeordert, hier am 1. November zum Oberst befördert und am 1. Oktober 1944 zum Abteilungsleiter der Allgemeinen Abteilung des OKW ernannt. Nach der bedingungslosen Kapitulation der Wehrmacht kam Reumont mit Teilen des OKW am 23. Mai 1945 bei Flensburg im dortigen Sonderbereich Mürwik in britische Internierung, aus der er am 27. Februar 1946 entlassen wurde.
Reumont kehrte nach seiner Entlassung aus der Kriegsgefangenschaft nach Honnef zurück, wo er sich auf den Posten des Stadtdirektors beworben hatte. Stattdessen leitete er dort ab dem 1. Oktober 1947 als Kurdirektor die Städtische Kurverwaltung. Aus dem Angestelltenverhältnis entlassen, war er anschließend von Oktober 1948 bis September 1950 Vorstandsmitglied der Bad Honnef AG. Nachfolgend ließ sich Reumont im Raum Aachen nieder. Dort fand er zunächst in der Versicherungswirtschaft, dann als Regierungsrat bei der Regierung in Aachen und schließlich ab dem 1. Januar 1954 bis zu seiner Pensionierung als Sozialgerichtsrat am Sozialgericht Köln, bei dem er eine Spruchkammer in der Aachener Zweigstelle übernahm, eine Anstellung. Am 25. April 1963 trat er dem Club Aachener Casino bei.
Reumont war verheiratet mit Ruth von Drenkmann (1898–1995), einer Tochter des geheimen Oberfinanzrates Edwin von Drenkmann, junior und Enkelin des Kronsyndikus Edwin von Drenkmann, senior sowie Schwester des von der Bewegung 2. Juni ermordeten Kammergerichtspräsidenten Günter von Drenkmann. Das Ehepaar hatte eine Tochter und die Söhne Gerhard Alfred von Reumont (* 1929), welcher als Professor für Maschinenbau 1977 und 1979 mit zwei Patenten bekannt wurde, die eine Klangverbesserung von Musikinstrumenten durch die sogenannte „Vibrationsentdämpfung“ zum Gegenstand hatten und Hubertus von Reumont (* 1931), dem späteren Hauptgeschäftsführer des Landesverbandes des Bayerischen Einzelhandels.
Alfred von Reumont verstarb am 1. November 1984 und fand seine letzte Ruhestätte in der Familiengrabstätte auf dem Aachener Ostfriedhof.